# Bahnhof Zernsdorf
Der Bahnhof Zernsdorf ist ein Bahnhof an der Bahnstrecke Grunow–Königs Wusterhausen in Zernsdorf, heute ein Stadtteil von Königs Wusterhausen im Landkreis Dahme-Spreewald, Brandenburg.

## Geschichte
Der Bahnhof ging 1898 mit der Bahnstrecke Grunow–Königs Wusterhausen in Betrieb.
1936 wurde das von Scheidt & Bachmann gebaute mechanische Stellwerk Zf der Bauart Einheit in Betrieb genommen, das im Empfangsgebäude untergebracht war und den Bahnhof steuerte. Das mechanische Stellwerk wurde am 2. Dezember 2013 außer Betrieb genommen und am 12. Dezember 2013 durch ein von Beeskow aus ferngesteuertes elektronisches Stellwerk ersetzt.
Das Empfangsgebäude war bis etwa 2006 bewohnt. Nachdem das Gebäude nach der Außerbetriebnahme des mechanischen Stellwerks als Dienstraum für den Bahnbetrieb entbehrlich wurde, verkaufte die Deutsche Bahn die Anlage Ende 2014 an einen privaten Interessenten, der sie saniert hat und zum Wohnen nutzt.

## Gebäude
Die Hochbauten bestehen aus dem Empfangsgebäude, einem angebauten Güterschuppen und Nebengebäuden.
Das Empfangsgebäude ist zweigeschossig mit teil-ausgebautem Dachgeschoss und hat gleisseitig einen Vorbau für das Stellwerk. Die Fassaden sind in Backstein-Optik mit Mustern aus farbigen Verblendern dekoriert. Der Baukörper besteht aus einem zweiachsigen trauf- und einem einachsigen giebelständigen Bauteil. Im Erdgeschoss befanden sich die Diensträume und der Warteraum für Reisende, im ersten Stock die Dienstwohnung des Bahnhofsvorstehers und im teil-ausgebauten Dachgeschoss ein Zimmer für dessen Assistenten und ein großer Dachboden zum Wäschetrocknen.
Der Güterschuppen steht traufständig zu Gleis und Straße und hat eine Kopframpe. Er ist eingeschossig und wurde als Fachwerkbau mit Ziegelfüllung errichtet.
Die Anlage und ihre unmittelbare Umgebung – dazu zählen auch zwei weitere Nebengebäude, der Mittelbahnsteig, vier Flügelsignale und sieben Spannwerke – stehen aufgrund des Gesetzes über den Schutz und die Pflege der Denkmale im Land Brandenburg (Brandenburgisches Denkmalschutzgesetz – BbgDSchG) unter Denkmalschutz.

## Verkehrsanbindung
Der Bahnhof wird durch eine Regionalbahnlinie bedient, die von den Aufgabenträgern des Verkehrsverbunds Berlin-Brandenburg bestellt wird. Die nächste Bushaltestelle, von der zwei Buslinien Zernsdorf mit den umliegenden Ortschaften verbinden, liegt etwa 250 m vom Bahnhof entfernt.
| Linie                    | Verlauf                                                                           | Takt (min) | EVU |
| ------------------------ | --------------------------------------------------------------------------------- | ---------- | --- |
| RB 36                    | Königs Wusterhausen – Zernsdorf – Storkow – Beeskow – Müllrose – Frankfurt (Oder) | 60         | NEB |
| Stand: 15. Dezember 2024 |                                                                                   |            |     |